# Эйхенгольц, Александр Давидович
Александр Давидович Эйхенгольц (11 (23) августа 1897, Москва — 29 августа 1970, там же) — советский библиограф, историк книги, книговед, крупный специалист библиотечного дела, педагог, кандидат педагогических наук (1947), профессор.

## Биография
Родился в семье юриста Давида (Давида-Зелика) Моисеевича Эйхенгольца и Цейты Евсеевны Гурари. Брат литературоведа и переводчика М. Д. Эйхенгольца (1889—1953). Семья жила на Мещанской 1-й улице.
В 1916 году поступил на юридический факультет Московского университета. Первое знакомство с библиографией у А. Д. Эйхенгольца произошло в 1918 году, когда он заведовал книжным складом в Театральном отделе Наркомпроса. Его тяга к театру и драматургии вылилась в крупный самостоятельный библиографический труд, посвященный жизни и творчеству В. Э. Мейерхольда
В 1919—1922 годах работал инструктором библиотечного дела Главного политического управления Реввоенсовета Туркестана. Через год он был уже лектором и организатором курсов по подготовке красноармейских библиотекарей. Организатор и первый директор Туркестанской книжной палаты (Ташкент, 1920). Работал в Военной секции Главполитпросвета.
В 1922 году возвращается на учёбу в Московский государственный университет на отделение литературы и языка факультета общественных наук. Одновременно приступает к работе в библиотеке Института красной профессуры сначала старшим библиотекарем, а с 1924 по 1927 год заведует этой библиотекой.
В эти годы становится активным участником всего библиотечного строительства в стране, участвует в подготовке и проведении первой Конференции научных библиотек (1924), второй Всероссийской конференции научных библиотек (1926), в работе библиотечных съездов (1924, 1926). Начиная с 1922 года, появляются публикации А. Эйхенгольца на страницах журналов «Книгоноша», «Красный библиотекарь» и других.
В 1927—1937 годах руководил библиографическим отделом библиотеки Института Маркса, Энгельса, Ленина.
Под его руководством выходят крупные библиографические издания. В 1937—1970 годах работал в Московском государственном библиотечном институте (ныне Московский государственный институт культуры).
С переходом в 1937 году в Московский государственный библиотечный институт начался период его многолетней педагогической деятельности. С 1949 года он становится заведующим кафедрой библиографии.
На протяжении нескольких лет возглавлял библиографическую комиссию Совета по библиотечной работе при Министерстве культуры СССР.
Похоронен на Введенском кладбище (23 уч.).

## Научная деятельность
Основные труды А. Д. Эйхенгольца посвящены библиографии классиков марксизма-ленинизма (преимущественно В. И. Ленина), истории и теории библиографии.
Проявлял интерес к истории русской библиографии XVIII-XX веков. Его волновали и вопросы государственной библиографии. Ему принадлежит обобщение развития библиографии в годы Великой Отечественной войны и др.
Под его руководством и редакцией, при его непосредственном участии разрабатывались программы, учебные и методические пособия. Большое значение в развитии библиографии имеет тот факт, что в 1957 году под редакцией А. Д. Эйхенгольца выходит первый отечественный учебник для вузов по общей библиографии, а в 1969 — второй (в соавт.).
А. Д. Эйхенгольц принимал участие во всех важнейших библиотечных и библиографических делах страны, был активным участником конференций и совещаний, членом учёных советов крупных московских библиотек и Всесоюзной книжной палаты.
Автор курса «Общее библиографическое источниковедение», пособия «Общая русская библиография» (1946). В 1957 под его руководством вышел первый учебник для вузов «Общая библиография».